# Stade Antônio-Cruz
Le Stade Antônio Cruz (en portugais : Estádio Antônio Cruz) est un stade de football brésilien situé à Lagoa Redonda, quartier de la ville de Fortaleza, dans l'État du Ceará.
Le stade, doté de 3 000 places, sert d'enceinte à domicile à l'équipe de football du Futebol Clube Atlético Cearense.